# معبد أرتميس (جرش)

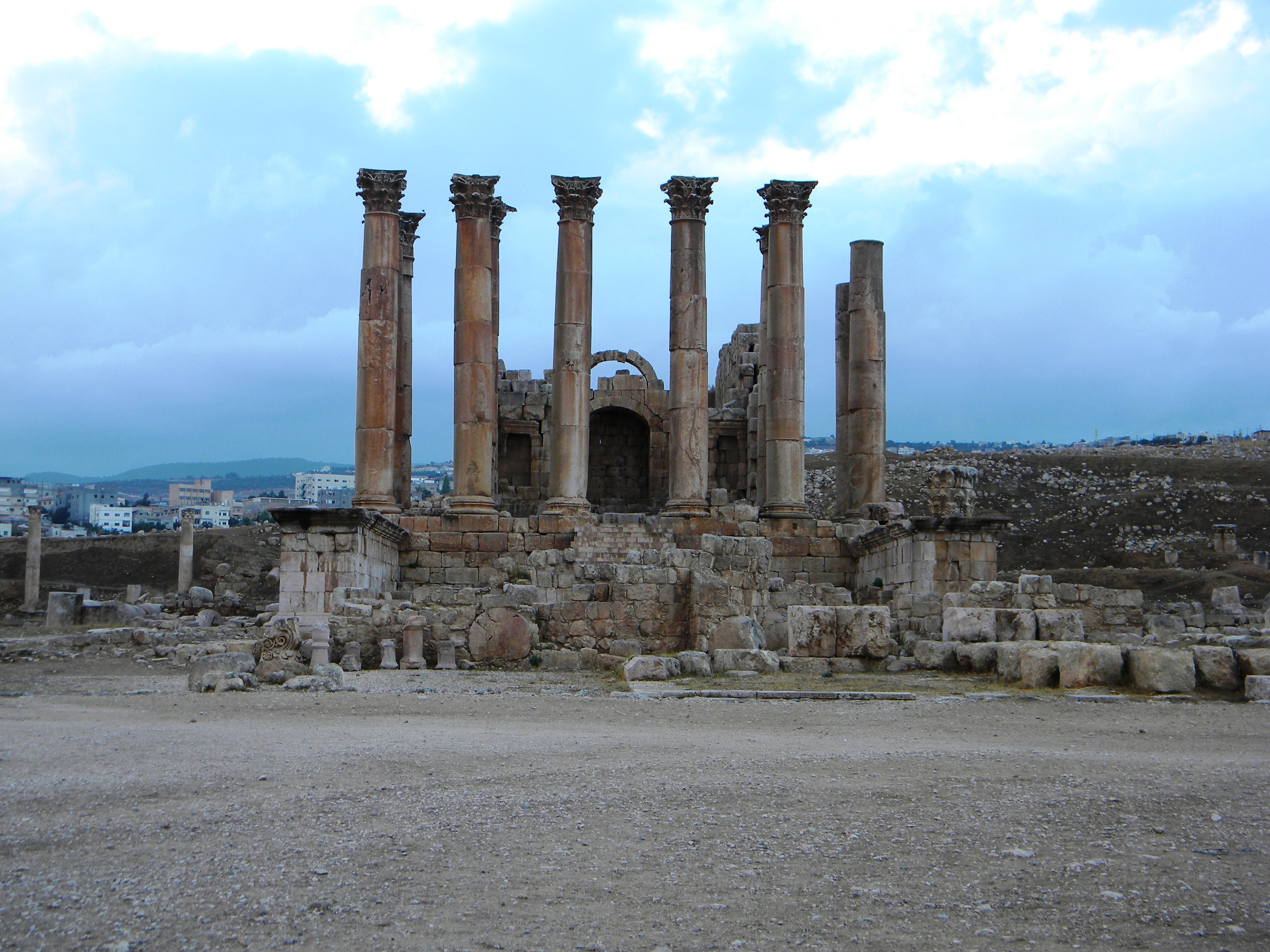
معبد أرتميس في جرش

كان معبد أرتميس في جرش معبدًا رومانيًا في الأردن. تم بناء المعبد على واحدة من أعلى النقاط وسيطر على المدينة بأكملها. لا تزال أنقاض المعبد واحدة من المعالم الأثرية الأكثر شهرة في مدينة جراسا القديمة (جرش).

## التاريخ
كان أرتميس آلهة راعي المدينة وكان يحظى بتقدير كبير من قبل السكان الهلنستيين في جيراسا، في حين فضل الجزء السامي من السكان زيوس. تم الانتهاء من بناء المعبد في عام 150 م، في عهد الإمبراطور أنطونيوس بيوس.
كان للمبنى رواق سداسي مع اثني عشر عمودًا، لا يزال أحد عشر منها قائمًا. يتم الاحتفاظ بشكل جيد بتزيين الأعمدة. كان لجدران المعبد ثلاثة مداخل مزينة بثلاثة أعمدة كورنثية.
من المفترض أن معبد أرتميس كان أجمل وأهم المعابد في جراسا القديمة، التي تحتوي على ألواح رخامية راقية وصنم عبادة غني داخل سيلا.
إذا كان لا يزال قيد الاستخدام بحلول القرن الرابع، كان المعبد قد أغلق أثناء اضطهاد الوثنيين في أواخر الإمبراطورية الرومانية. في أوائل القرن الثاني عشر، تم تحويل المعبد إلى قلعة من قبل حامية متمركزة في المنطقة من قبل ظاهر الدين طغتكين، عندما استولى بلدوين الثاني ملك القدس على القلعة وحرقها في عام 1121-1122 م. لا تزال الوجوه الداخلية لجدران المعبد تظهر بوضوح تأثير الحريق الكبير.
تم التنقيب عن المعبد إلى جانب الآثار الأخرى في منطقة جراسا، بواسطة كلارنس ستانلي فيشر وبعثته في الثلاثينيات.

## معرض الصور

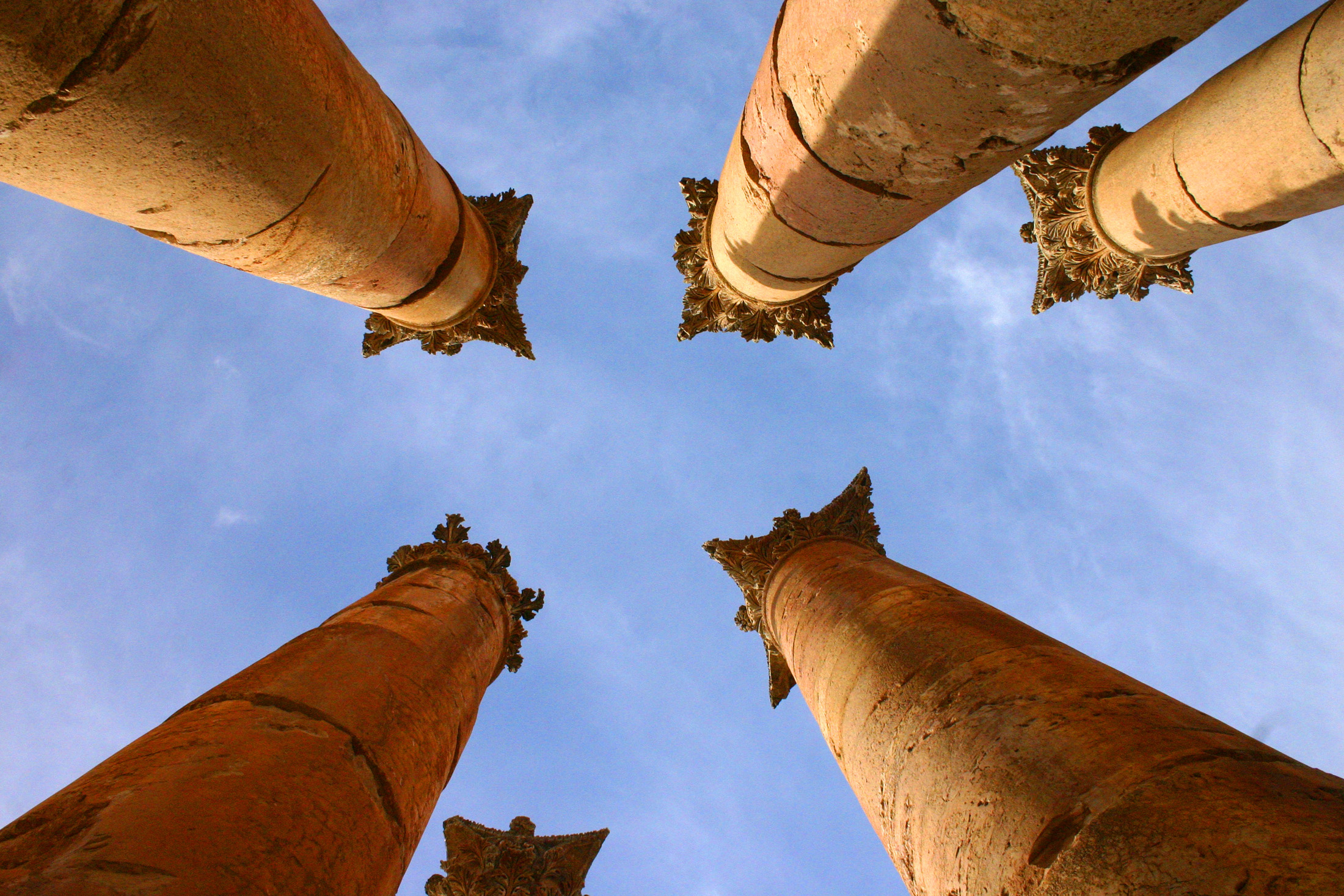
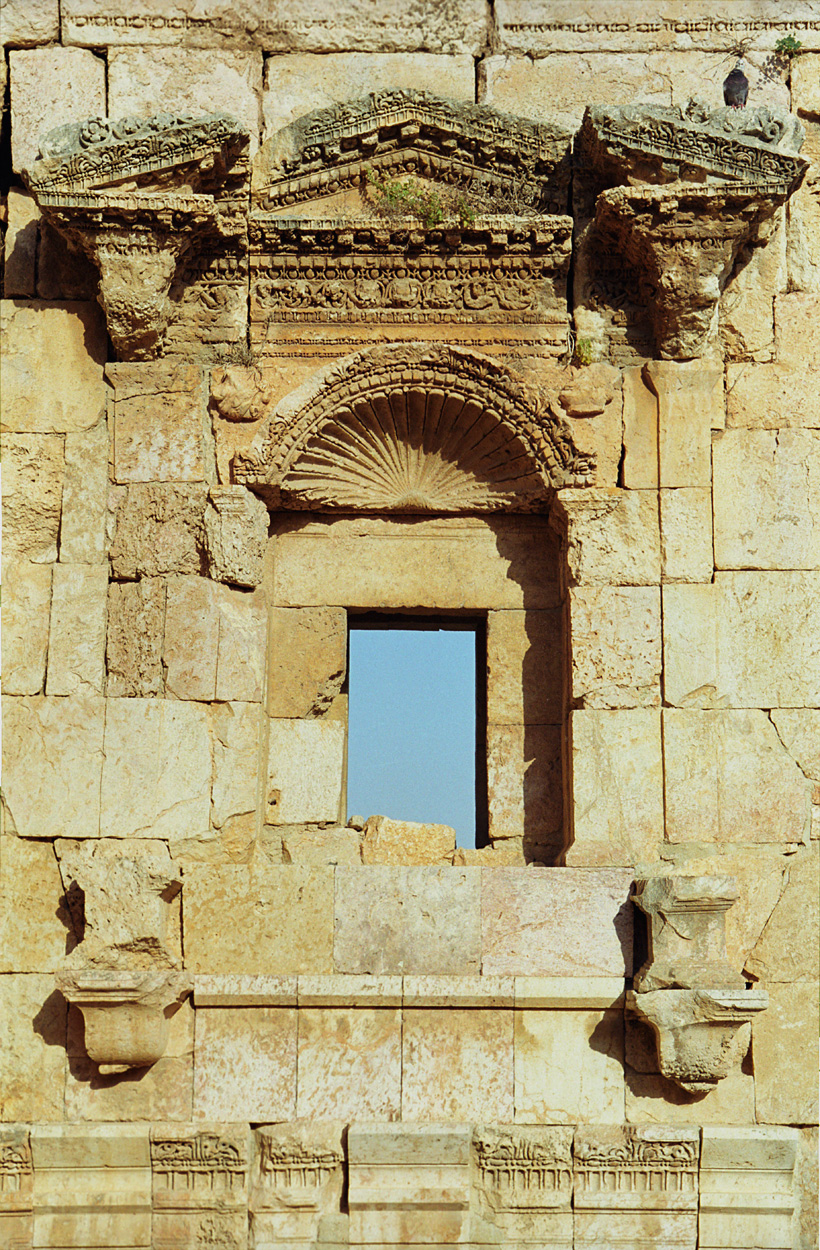
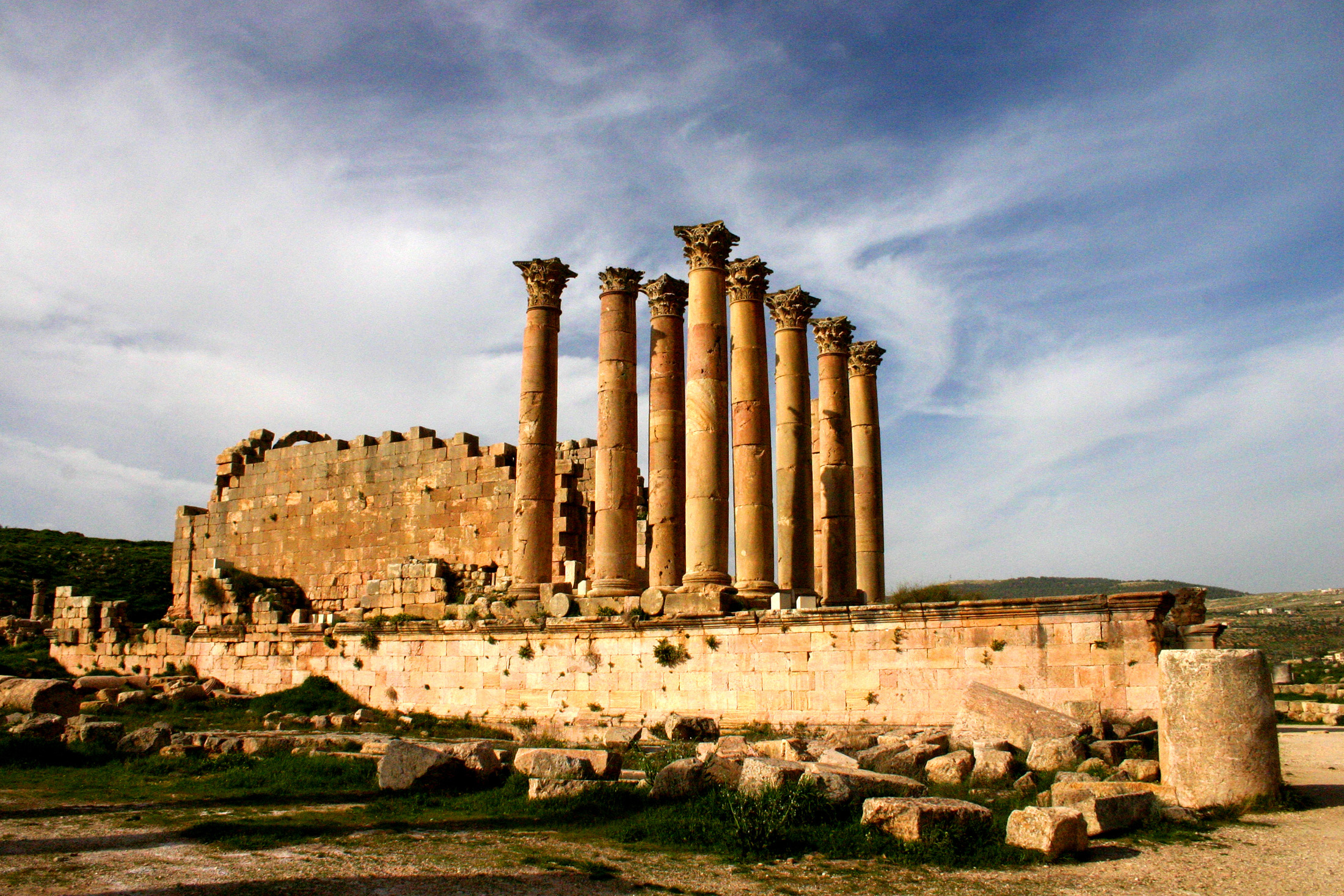